# Михаил Миров
Михаил Миров е български източнокатолически архиепископ.

## Биография
Михаил Димитров Митров е роден през 1859 година в село Топузларе, тогава в Османската империя. Завършва българско-католическата гимназия в Одрин. Следва богословие и философия във Висшата духовна семинария в Цариград.
На 6 януари 1883 година е ръкоположен за свещеник от епископ Михаил Петков и получава назначение като енорийски свещеник в родното си село. Открива католическо начално училище за децата и вечерно за възрастните. През 1888 гоина построява нова църква, която е осветена от епископ Михаил Петков на 8 септември 1891 година. До Топузларската черква „Пресвета Богородица“ построява рядката за онова време 24-метрова камбанария през 1900 година. По-късно отец Михаил Миров успява да изгради черква в село Доврукли, посветена на „Светото Семейство“.
През 1907 година Михаил Миров е въздигнат в сан архиепископ с титлата Теодосиополски.
След краха в Балканските войни екзарх Йосиф окончателно напуска Цариград и единственият официално признат от турските власти български архиерей остава Михаил Миров. След Първата световна война се налага нова реорганизация на Католическата църква от източен обред с преместване на седалището и от Цариград в София. По време на този процес Михаил Миров умира на 17 август 1923 година.
През 1927 година бившите енориаши на Михаил Миров от Топузларе и Доврукли събират средства и издигат скромен паметник на своя съселянин и пастор.